# Max Klinger

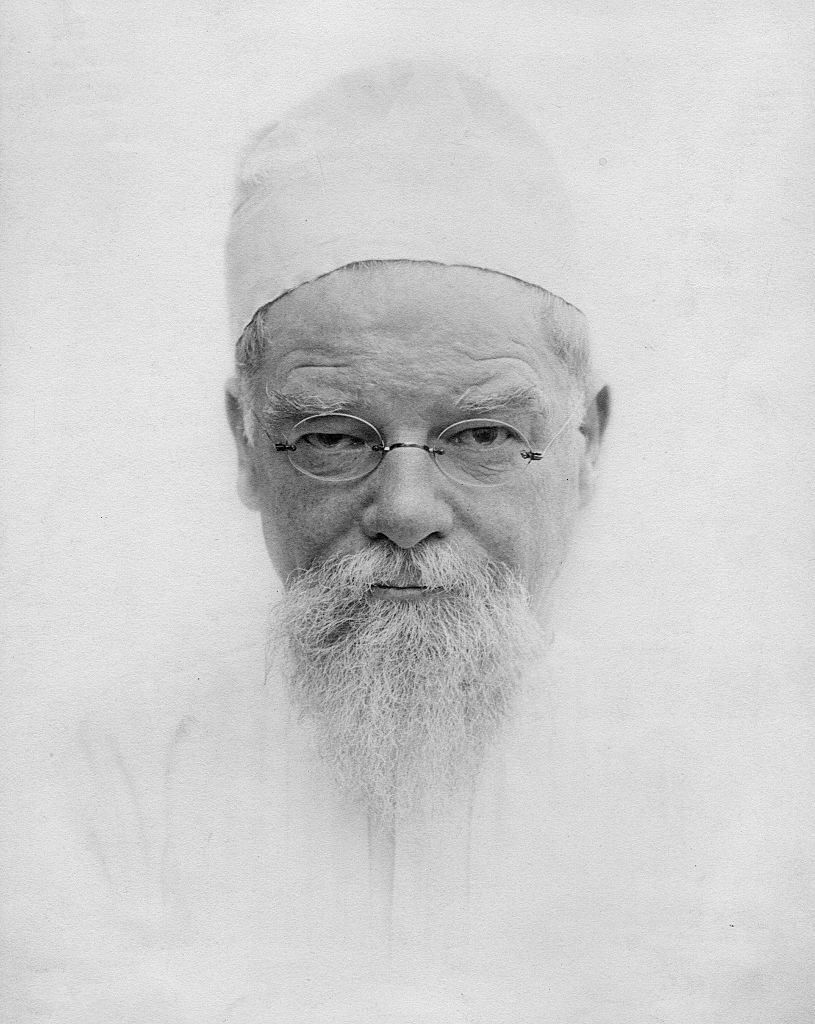
Max Klinger auf einer Fotografie von Nicola Perscheid, 1913

Max Klinger (* 18. Februar 1857 in Leipzig; † 4. Juli 1920 in Großjena) war ein deutscher Bildhauer, Maler und Grafiker und auch Medailleur. Sein Werk ist vornehmlich dem Symbolismus zuzuordnen.

## Leben

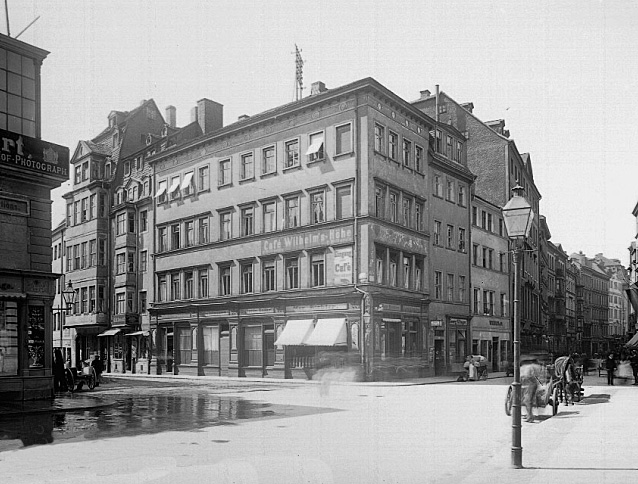
Das Geburtshaus Max Klingers, Vorgängerbau des heutigen Klingerhauses (1887)

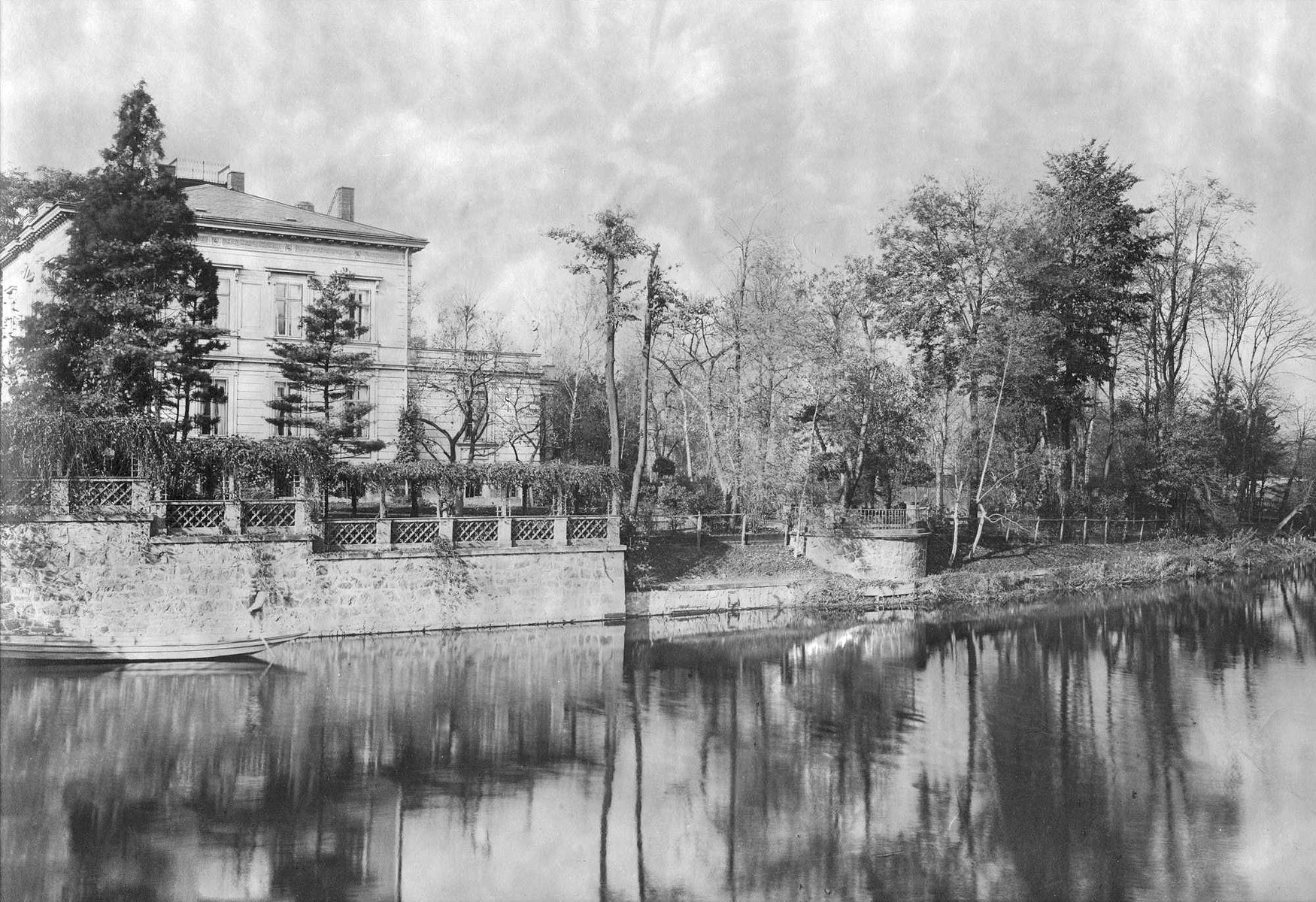
Klinger-Villa in Leipzig (um 1900)

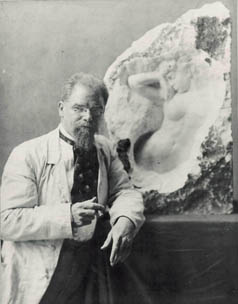
Nicola Perscheid: Max Klinger vor seinem Marmorrelief „Schlafende“, 1902

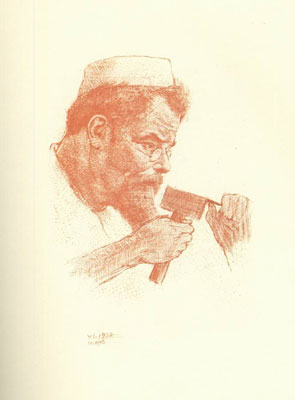
Max Klinger bei der Arbeit, Zeichnung von Emil Orlík, 1902

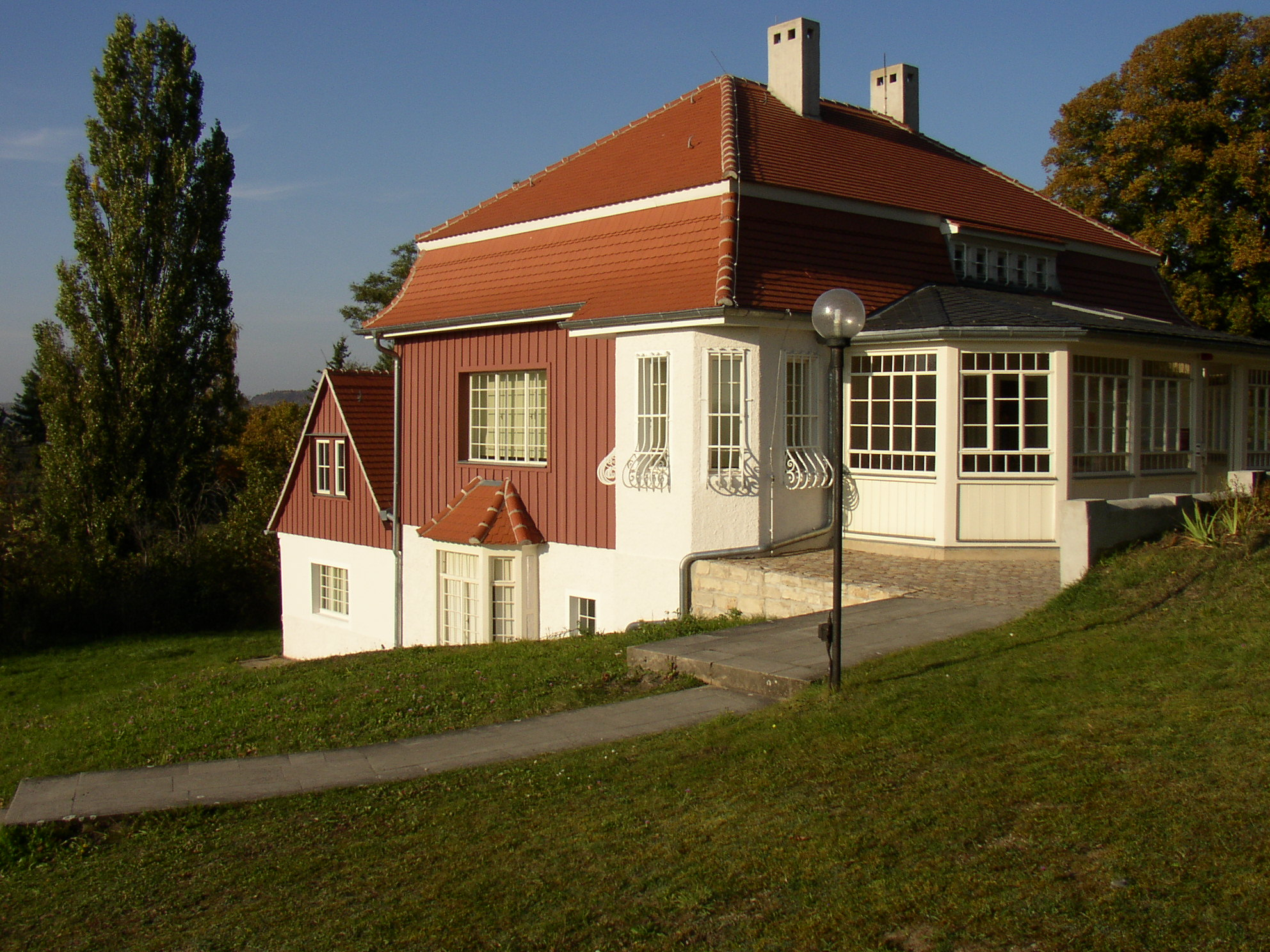
Klingers Wohnhaus in Großjena (2008)

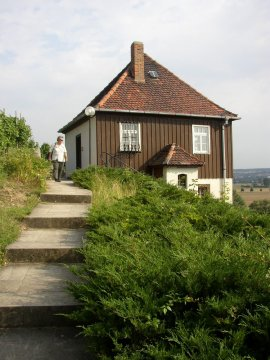
„Radierhäuschen“ in Großjena (2004)

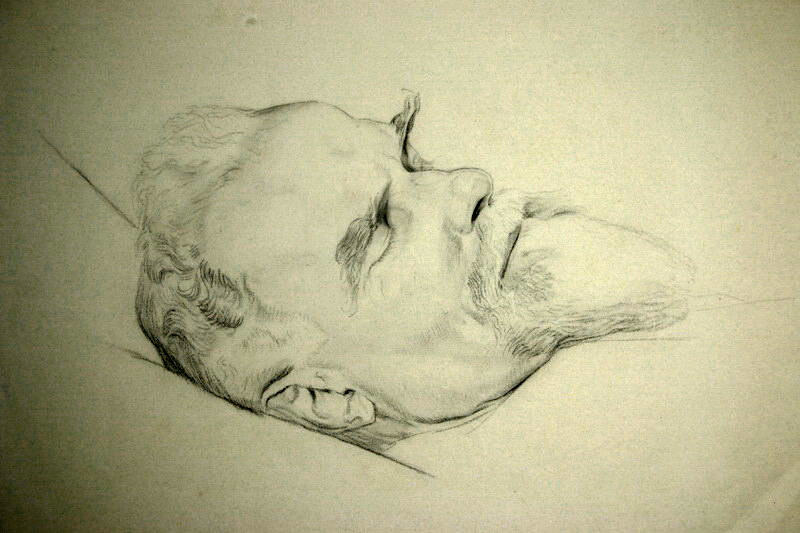
Max Klinger auf dem Totenbett, Lithografie von Paul Horst-Schulze

Max Klinger wurde am 18. Februar 1857 als zweiter Sohn des Seifen- und Parfümfabrikanten Heinrich Louis Klinger (1816–1896) und dessen Ehefrau Auguste Friederike Eleonore Klinger geb. Richter (1821–1904) in Leipzig in der Petersstraße 48 geboren. Er besuchte von 1863 bis 1867 die Bürgerschule in Leipzig und am Sonntag die Zeichenschule Brauer. Anschließend war er bis 1873 auf der Realschule (spätere Petrischule).
1874 empfahl der Dresdner Architekt und Kunsthistoriker Franz Richard Steche Klinger dem bekannten Maler Anton von Werner in Berlin, der ihn ablehnte und an den Maler Karl Gussow in Karlsruhe verwies. Im April begann Klinger das Studium an der Großherzoglich Badischen Kunstschule in Karlsruhe bei Gussow und dem Historien- und Porträtmaler Ludwig Des Coudres. In dieser Zeit wurde er in Karlsruhe auch als Klavierspieler bekannt. Er setzte seine Ausbildung 1875 an der Königlichen Akademie der Künste in Berlin bei Karl Gussow fort, der durch Anton von Werner dorthin berufen worden war. Künstlerisches Vorbild war ihm zu dieser Zeit besonders Adolph Menzel; daneben beschäftigte er sich mit der Lehre von Charles Darwin. 1876 schloss er die Ausbildung mit dem Prädikat „Außerordentlich“ und der Silbernen Medaille ab. 1877 leistete er als Einjährig-Freiwilliger Dienst in einem Infanterieregiment.
1878 präsentierte Klinger zum ersten Mal seine Gemälde in der 52. Ausstellung der Königlichen Akademie der Künste in Berlin. Dazu gehörten: Spaziergänger oder Der Überfall (1878, Berlin, Staatliche Museen, Nationalgalerie), Ratschläge zu einer Konkurrenz über das Thema Christus (1877/1878, Berlin, Staatliche Museen, Kupferstichkabinett) und den Vorzeichnungen zur Paraphrase über den „Fund eines Handschuhs“. Bis zu diesem Zeitpunkt bestand sein Frühwerk aus etwa 100 zumeist in Feder und Tusche ausgeführten Zeichnungen.
Ab April 1879 lebte Klinger völlig zurückgezogen in Brüssel, wo er Schüler des Historienmalers Emile Wauters wurde. Er beschäftigte sich intensiv mit der Umsetzung seiner Vorzeichnungen in die Radierung und der Technik der Aquatinta. Werkauswahl: Radierte Skizzen (Opus I), Rettungen Ovidischer Opfer (Opus II), Caesars Tod. 1880 war er zur Kur in Karlsbad, ab Juni in München, wo er die Radierung Eva und die Zukunft (Opus III) ausstellte.
1881 übersiedelte Klinger nach Berlin, wo er sein eigenes Atelier unterhielt. Dort begann er die Freundschaft mit dem Schweizer Maler, Radierer und Bildhauer Karl Stauffer-Bern, von dem er sich wegen eines Prozesses 1889 distanzierte. In dieser Zeit schuf er: Intermezzi (Opus IV), Amor und Psyche (Opus V), Ein Handschuh (Opus VI). 1882 erschien der Aufsatz des dänischen Literaturhistorikers und Kritikers Georg Brandes in der Reihe „Moderne Geister“ mit der ersten umfassenden Charakteristik Klingers. In diesem Jahr schuf er: Abend (Darmstadt) und Die Gesandtschaft. Klinger erhielt 1883 durch den Kammergerichtsreferendar Julius Albers seinen ersten großen Auftrag, die Gestaltung der Dekorationen des Vestibüls von dessen Villa in Steglitz bei Berlin. Ferner begann die Bekanntschaft mit dem Kunsthistoriker, Museumsleiter und Kunstpädagogen Alfred Lichtwark. Im Sommer siedelte er nach Paris über, wo er zurückgezogen lebte. Im Louvre studierte er die Werke von Goya und Daumier. Zum Vorbild wurde ihm Pierre Puvis de Chavannes. Er gab Werke heraus wie den Zyklus Dramen (Opus IX), für die er in München, Berlin und Paris Auszeichnungen und hervorragende Kritiken erhielt. Dazu gehörten ferner: Vier Landschaften (Opus VII) und Ein Leben (Opus VIII).
Im folgenden Jahr arbeitete er intensiv an den Entwürfen und der Ausführung der Dekorationen in der Villa Albers. 1886 schuf er das Gipsmodell zum „Beethoven-Denkmal“ und die erste Konzeption der Neuen Salome. Ende Juli verließ er Paris und reiste nach Italien, wo er auch die Steinbrüche von Carrara besuchte. Ab März 1887 war Klinger wieder in Berlin, wo er den Schweizer Künstler Arnold Böcklin kennenlernte. Ab September residierte er in Leipzig. Es entstanden in dieser Zeit das Gemälde Urteil des Paris (1885/1887; Wien, Neue Galerie des Kunsthistorischen Museums) und die Radierung Eine Liebe (Opus X).
Im Februar 1888 reiste Klinger nach Rom, wo er die Mitarbeit an der künstlerischen Ausführung einer Grußadresse der in Rom lebenden Deutschen anlässlich des Rom-Besuches des deutschen Kaisers ablehnte. 1889 reiste er nach Brüssel und Italien (Neapel, Paestum und Pompeji), während dessen die Radierung Vom Tode Erster Teil (Opus XI) entstand. Im nächsten Jahr reiste er erneut nach Italien, wo Die blaue Stunde, Pietà (ehemals Dresden, Gemälde-Galerie; Kriegsverlust), Am Strand (München, Neue Pinakothek) entstanden. 1891 hielt er sich in München auf, wo er zum Ordentlichen Mitglied der Kunstakademie München gewählt wurde. Anschließend bereiste er erneut Italien, wo er Otto Greiner traf und sich mit ihm anfreundete. Es erschien die erste Auflage seines theoretischen Werkes Malerei und Zeichnung. Ferner entstand sein Werk Die Kreuzigung Christi.
1892 wurde Klinger Gründungsmitglied der Gruppe „XI“, die aus elf Künstlern bestand. Die Gruppe „XI“ bezog Stellung gegen den „Verein Berliner Künstler“. Es entstand Campagna (Die Quelle) (ehemals Dresden, Gemälde-Galerie; Kriegsverlust). 1893 ließ er sich wieder in Leipzig nieder, wo die Marmorbüste Die neue Salome entstand. Im Folgejahr wurde Klinger Mitglied der Königlichen Akademie der Künste in Berlin. Er reiste über Wien nach Griechenland und zurück über Süditalien nach Paris. In diesem Jahr entstand die Brahmsphantasie (Opus XII).
1895 reiste er nach Paris, London, Niederlande und Bonn und bezog das neu gebaute Atelier in der Leipziger Karl-Heine-Straße 6. Klinger lehnte das Angebot einer Professur in Wien ab, weil die Universität seine Bedingung, fünf zusammenhängende Monate für die eigene Arbeit verwenden zu können, nicht akzeptierte. Es entstand die Marmorbüste Kassandra. Im folgenden Jahr starb Klingers Vater. Klinger ließ das Leipziger Atelier zum Präsentationsgebäude ausbauen, um eigene sowie Werke von Böcklin und Zeichnungen von Rodin und Menzel ausstellen zu können. Es entstanden Entwürfe zu Wandgemälden im Treppenhaus des Museums der bildenden Künste in Leipzig. 1897 wurde Klinger Professor an der Akademie der graphischen Künste in Leipzig und korrespondierendes Mitglied der neu gegründeten Wiener Secession. Das Gemälde Christus im Olymp wurde in Berlin gemeinsam mit der Arbeit Hochzeit von Kanaa von August von Brandis im Ehrensaal der Großen Münchener Kunstausstellung ausgestellt. Es provozierte öffentliche Polemik.
Im folgenden Jahr lernte Klinger die Schriftstellerin Elsa Asenijeff kennen, die ihm Modell und Lebensgefährtin wurde. Ferner unternahm er Reisen nach Wien, Italien und Paris. 1899 bereiste er die Pyrenäen und Griechenland, um Marmor für einige Auftragsarbeiten zu suchen. 1900 traf Klinger mit Auguste Rodin in dessen Pariser Atelier zusammen. Am 7. September wurde in Paris seine Tochter Desirée geboren, die bei einer Pflegemutter aufwuchs. Klinger gehörte zur bevorzugten Auswahl zeitgenössischer Künstler, die das „Komité zur Beschaffung und Bewertung von Stollwerckbildern“ dem Kölner Schokoladeproduzenten Ludwig Stollwerck zur Beauftragung für Entwürfe vorschlug. In diesem Jahr entstand die Porträtbüste Elsa Asenijeff (München, Neue Pinakothek). 1901 wurde er Gründungsmitglied des Villa-Romana-Vereins. Im selben Jahr entstand die Bronzebüste Franz Liszt (ehemals Leipzig, Gewandhaus; Kriegsverlust). Im Folgejahr hielt er sich wieder in Leipzig auf, um die Großplastik Beethoven zu vollenden, die er 1895 begonnen hatte. Das Werk wurde während der Beethovenausstellung im Frühjahr 1902 in der Wiener Secession das zentrale Exponat.
1903 erwarb Klinger einen Weinberg mit historischem Weinberghäuschen („Radierhäuschen“) in Großjena bei Naumburg und pachtete das obere Haus, einen erweiterten Schafstall, hinzu. In Berlin verlor er einen Prozess wegen Verleumdung gegen den Bildhauer und Maler Ernst Moritz Geyger. Im folgenden Jahr schloss er einen Vertrag über das Brahms-Denkmal für die Hamburger Musikhalle. Er reiste wieder nach Italien, um Marmor zu kaufen. Am 22. November starb seine Mutter. In diesem Jahr entstand die Radierung Drama (vollendet 1904; Dresden, Staatliche Museen, Skulpturensammlung) und das Gemälde Elsa Asenijeff im Abendkleid. 1905 gründete der Deutsche Künstlerbund auf Initiative Max Klingers das Künstlerhaus Villa Romana in Fiesole bei Florenz. Im Jahr darauf wurde er Vorsitzender des Villa-Romana-Vereins. 1907 reiste er wieder nach Paris und Spanien. Zum ersten Mal wurde Klingers Gesamtwerk im Leipziger Kunstverein ausgestellt. 1909 ließ Klinger das obere Weinbergshaus in Großjena zu einem komfortablen Wohnhaus ausbauen. Es entstand Die Blüte Griechenlands als Wandgemälde für die Aula der Leipziger Universität, das Brahms-Denkmal und Vom Tode Zweiter Teil (Opus XIII). 1911 wurde Gertrud Bock (1893–1932) Klingers Modell, 1914 war der Umbau des Weinbergshauses zum Wohnhaus mit Veranda abgeschlossen. 1915 entstanden Zelt I und II (Opus XIV). Im folgenden Jahr kam es zum Bruch mit Elsa Asenijeff.
Am 19. Oktober 1919 erlitt Klinger einen Schlaganfall. Er verlegte seinen Hauptwohnsitz nach Großjena, wo er im Spätherbst Gertrud Bock heiratete. Am 4. Juli 1920 starb Max Klinger auf seinem Weinberg in Großjena, wo er nach eigenem Wunsch auch seine letzte Ruhestätte fand. Als Nachlassbetreuer setzte er seinen Freund und Bildhauer Johannes Hartmann ein, der ihm die Totenmaske abnahm und zwei Jahre später Klingers Witwe heiratete.

## Schaffen
Dank seines umfangreichen bildhauerischen Schaffens gilt er als deutscher Rodin, obwohl er stilistisch eine andere Richtung verfolgte. Er formulierte aus einer damals neuen archäologischen Erkenntnis ein eigenständiges bildhauerisches Programm. Demnach waren antike griechische Skulpturen, die den damaligen Bildhauerkanon prägten, gar nicht einfarbig weiß, wie sie in römischen Kopien vorlagen, sondern vielfarbig und aus verschiedenen Materialien gestaltet. Klinger suchte nun ebenfalls die Ausdrucksstärke seiner Bildnisse durch Kombination verschiedener Materialien, farbigen Marmor und Bronze, zu steigern.
Mit dieser Neubewertung der Antikerezeption und deren Einfluss auf die zeitgenössische Kunst stand er in einer Linie mit Friedrich Nietzsche und Richard Wagner. Deren Vorstellung einer Gesamtkunst zeigte sich in der gattungsübergreifenden Inszenierung der Kunstwerke, das heißt Bildende Kunst in Verbindung mit Musik und Theater, Architektur und Design. Bei Klingers Werk zeigte sich insbesondere die Verbindung zur Musik, Malerei und Bildhauerei. Einige seiner monumentalen Bildwerke führten über ihre architektonisch abgestimmten Bildrahmen hinaus.
Die Gemälde Klingers sind mit lebensgroßen und extrem naturalistischen Akteuren bevölkert, welche die häufig mythologischen und christlichen Themen in die Gegenwart des Betrachters holen. Nicht selten nahmen zeitgenössische Betrachter an dieser Kunstauffassung Anstoß. Die Ausstellung seines Gemäldes „Kreuzigung“ löste 1893 in Dresden einen Skandal aus, weil Klinger in diesem Bild Christus völlig nackt zeigte. Der zeitgleiche Impressionismus spiegelt sich in seinen Werken jedoch nicht wider. Klinger schuf seine herausragende Stellung innerhalb der Kunstströmung des Symbolismus besonders in der so genannten „Griffelkunst“, also in seinem grafischen Werk. Manche halten diesen Teil seines Schaffens – neben den ebenfalls herausragenden Zeichnungen – für den eigentlichen Schwerpunkt seines Lebenswerkes. Darin zeigten sich unterschiedliche Schwerpunkte: Eine sozialkritische Sicht beweist Klinger in den Radierzyklen, „Dramen“ und „Ein Leben“ in denen er Lebensbedingungen der gesellschaftlichen Unterschichten in Tragödienform beschreibt (Armut, Trunkenheit, Prostitution, ungewollte Schwangerschaft, Selbsttötung).

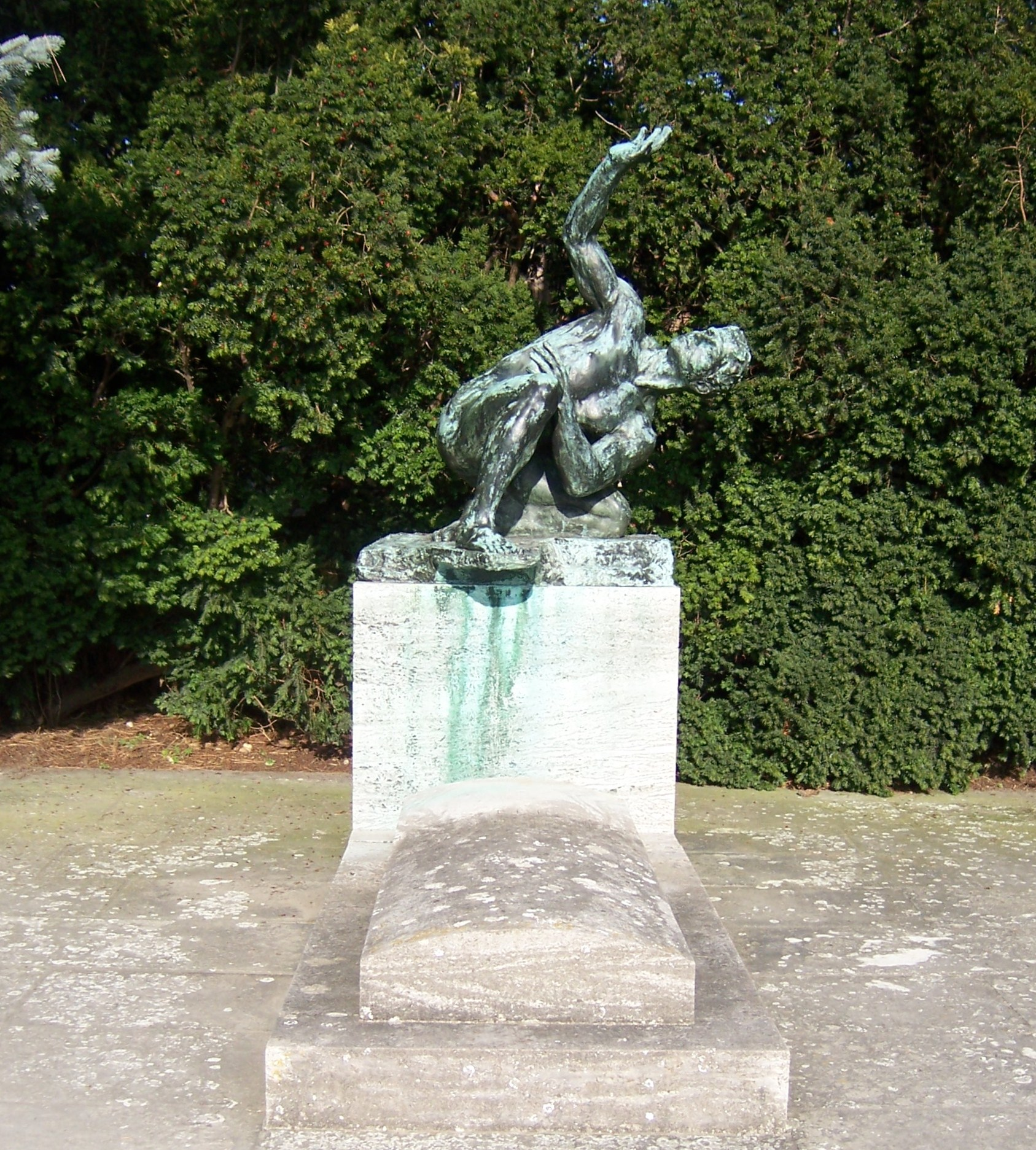
Grabstätte Max Klingers in Großjena mit der von ihm entworfenen Bronzestatue „Athlet“ (2011)

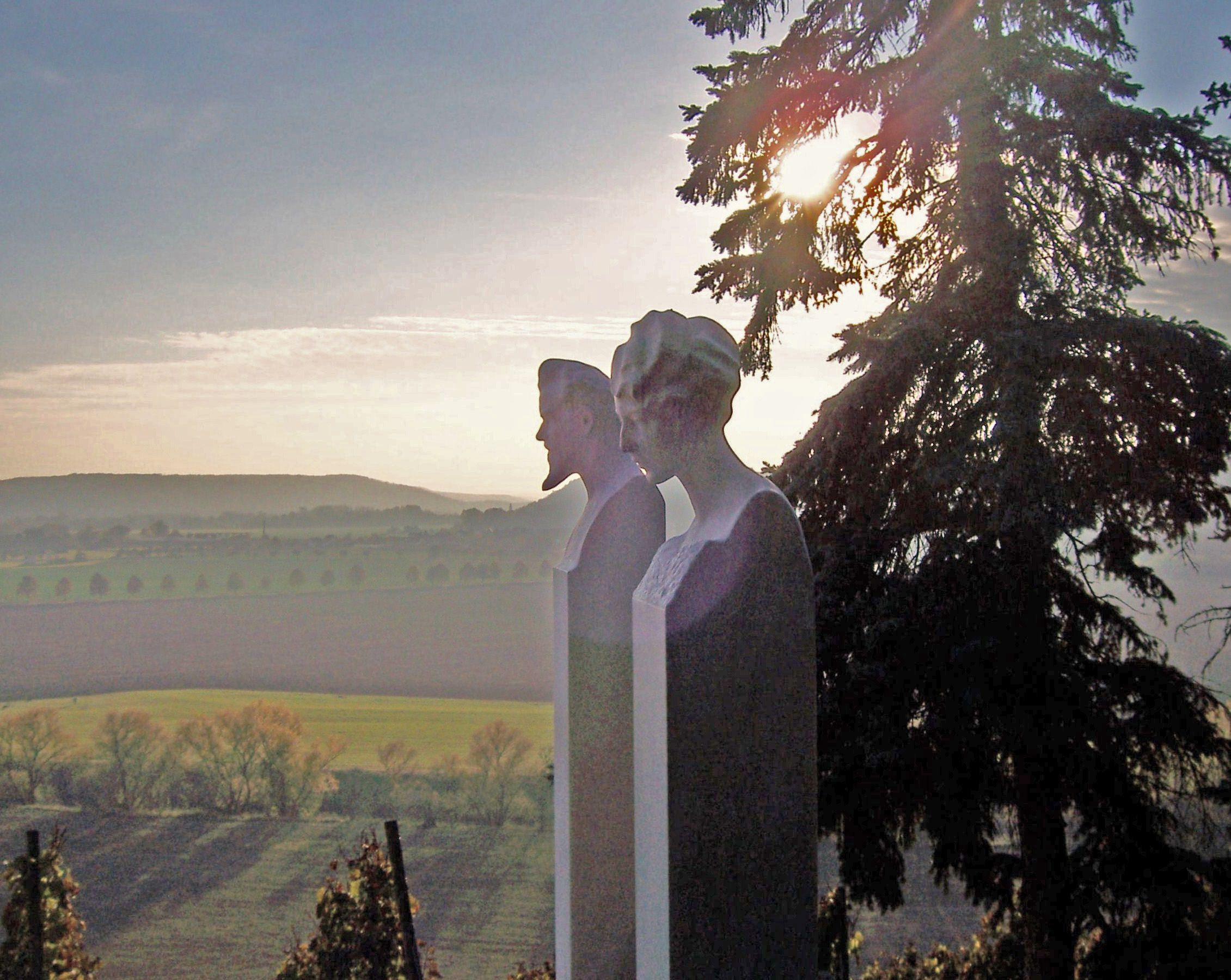
Johannes Hartmann: Marmorhermen Max und Gertrud Klingers an der Grabstätte Max Klingers, Großjena (2011)

Die Einordnung in den Symbolismus kann für das gesamte übrige graphische Werk gelten, in dem der Themenkreis von Sehnsucht, Leidenschaft, Liebe, Erotik und Tod, mal mehr mal weniger deutlich dargestellt und nicht selten selbstironisch behandelt wird. So werden die „Helden“ der Ovidischen Metamorphosen (zum Beispiel Amor und Psyche, Narzissus uvm.) in Klingers Radierungen vor ihrem Schicksal (Verwandlung in Bäume, Ertrinken) gerettet („Amor und Psyche“, „Rettung Ovidischer Opfer“). Auch hier findet sich wieder ein Bezug zur Musik: Die Zyklen tragen zusätzlich zu den Titeln die Bezeichnungen Opus I bis Opus XIV.
Sein Schaffen entsteht wie selbstverständlich für ein bildungsbürgerliches Publikum. Nur mit einer humanistischen Grundbildung sind seine Anspielungen zu verstehen. Doch sind die Inhalte mehr als nur ein intellektuelles Spiel einer kleinen Gesellschaftsschicht. Die Behandlung von Liebe, Erotik und Tod in ihrer verhängnisvollen Verknüpfung war genauso eine kritische Auseinandersetzung mit einer sexualitätsfeindlichen Doppelmoral wie die Bekundung der Notwendigkeit einer Sozialgesetzgebung, die in den „Dramen“ quasi angemahnt wird. So beriefen sich Künstler des frühen 20. Jahrhunderts, wie Käthe Kollwitz, Ernst Barlach, Edvard Munch und Max Beckmann (Expressionismus) oder Max Ernst (Surrealismus), auf Max Klinger und nutzten direkte Bildzitate. Von unterschiedlicher Qualität sind auch zahlreiche Exlibris, die er für Freunde, aber auch für Angehörige des Großbürgertums fertigte. Als Vertreter einer bürgerlichen Kunst des ausgehenden 19. Jahrhunderts erlangte er Ruhm und Erfolg entgegen dem landläufigen Künstlermythos nur zu Lebzeiten, war aber schon kurze Zeit nach seinem Tod nur noch Spezialisten bekannt.
Max Klinger wird eine frühe Begegnung mit der Literatur nachgesagt; sein ungebrochener Lesehunger ist bezeugt. Er kannte die Weltliteratur seiner Zeit, ebenso die zeitgenössische Literatur. Sein Verhältnis zur Dichtung fand einige Analogien in seinen graphischen Zyklen, so das bildhafte Denken in Reihen und das Literarische seiner Themen. Darüber hinaus unterhielt Klinger regen Austausch mit Dichtern und Schriftstellern seiner Zeit, es kam zu Begegnungen mit diesen. Klinger verfasste seine Schrift Malerei und Zeichnung und darüber hinaus eigene Gedichte, schrieb an einem Tagebuch. 1917 verfasste Ferdinand Avenarius eine Sammelschrift Klinger als Poet. Klinger nutzte Themen der christlichen oder heidnischen Mythologie, fand literarisch-poetische Titel, Aufschriften dichterischer Natur und auch bei Widmungen und Textauseindersetzungen trat Klinger als „Poet“ hervor. Die „Dramen“ werden zum Beispiel mit einer Zeile von Hölderlin eingeleitet. Die „Epithalamia“ – Hochzeitsgesänge des „Amor-und-Psyche“-Märchens – sind ein einziger Hymnus an der „Liebe Allmacht“ und wurden von seiner späteren Lebensgefährtin Elsa Asenijeff (1867–1941) frei betextet. Gerhart Hauptmann, Arthur Schnitzler, Richard Dehmel oder Hugo von Hofmannsthal bedienten sich einer Enthüllungstechnik, die in szenischen Varianten ein und dasselbe Thema – in Novellen und Dramen – von verschiedener Seite her analysiert und bildhaft werden lässt, sie sind als spätere Parallelen zu Klingers Zyklen zu sehen. In Berlin schloss er die Bekanntschaft mit dem Kunstkritiker Ludwig Pietsch und dem dänischen Literaturprofessor Georg Brandes. Klinger studierte dessen Arbeiten.
1880 beschäftigte sich Klinger in München mit einem berühmten Werk der indischen dramatischen Literatur, Kalidasas „Shakuntala“, einer der ganz großen Liebesgeschichten der Weltliteratur. Er las auch Kalidasas „Urvashi“. 1883 machte er sich in Paris mit der dort hochstehenden Literatur, besonders Émile Zola, Gustave Flaubert und Guy de Maupassant vertraut. Zu dieser Zeit hatte ihn bereits das Studium von Arthur Schopenhauer und von Friedrich Nietzsche voll ergriffen und seine Weltanschauung mitgeprägt. 1893, mit der Sesshaftigkeit in Leipzig, wurde er Mitglied der „Literarischen Gesellschaft“, kam in Kontakt mit Richard Dehmel (der mit August Strindberg und Arno Holz verkehrte), Falke und Detlev von Liliencron. Klinger war auch ein ausgesprochener Vielleser, unter anderem Johann Wolfgang von Goethe, William Shakespeare, Homer, Gotthold Ephraim Lessing und Jean Paul (sein Schüler Kurt Kluge sollte später als Dichter in der Nachfolge Pauls bekannt werden). Bei einem Vortragsabend Detlev von Liliencrons lernte er 1895 seine Lebensgefährtin Elsa Asenijeff kennen. Richard Dehmel widmete Klinger sein erstes Werk als freier Schriftsteller, die „Lebensblätter“, sowie eine Reihe von Strophen. Klinger wurde von den Dichtern der Jahrhundertwende sehr geschätzt, zum Beispiel von Hugo von Hofmannsthal.
Mit der Ausstellung „Wege zum Gesamtkunstwerk“ (Hildesheim 1984, siehe Ausstellungen) wurde das Schaffen Klingers erneut in den Fokus des öffentlichen Interesses gerückt; es folgten bis heute in kurzen Abständen zahlreiche weitere, teils opulent gestaltete und wissenschaftlich unterlegte Ausstellungen (siehe Ausstellungen).

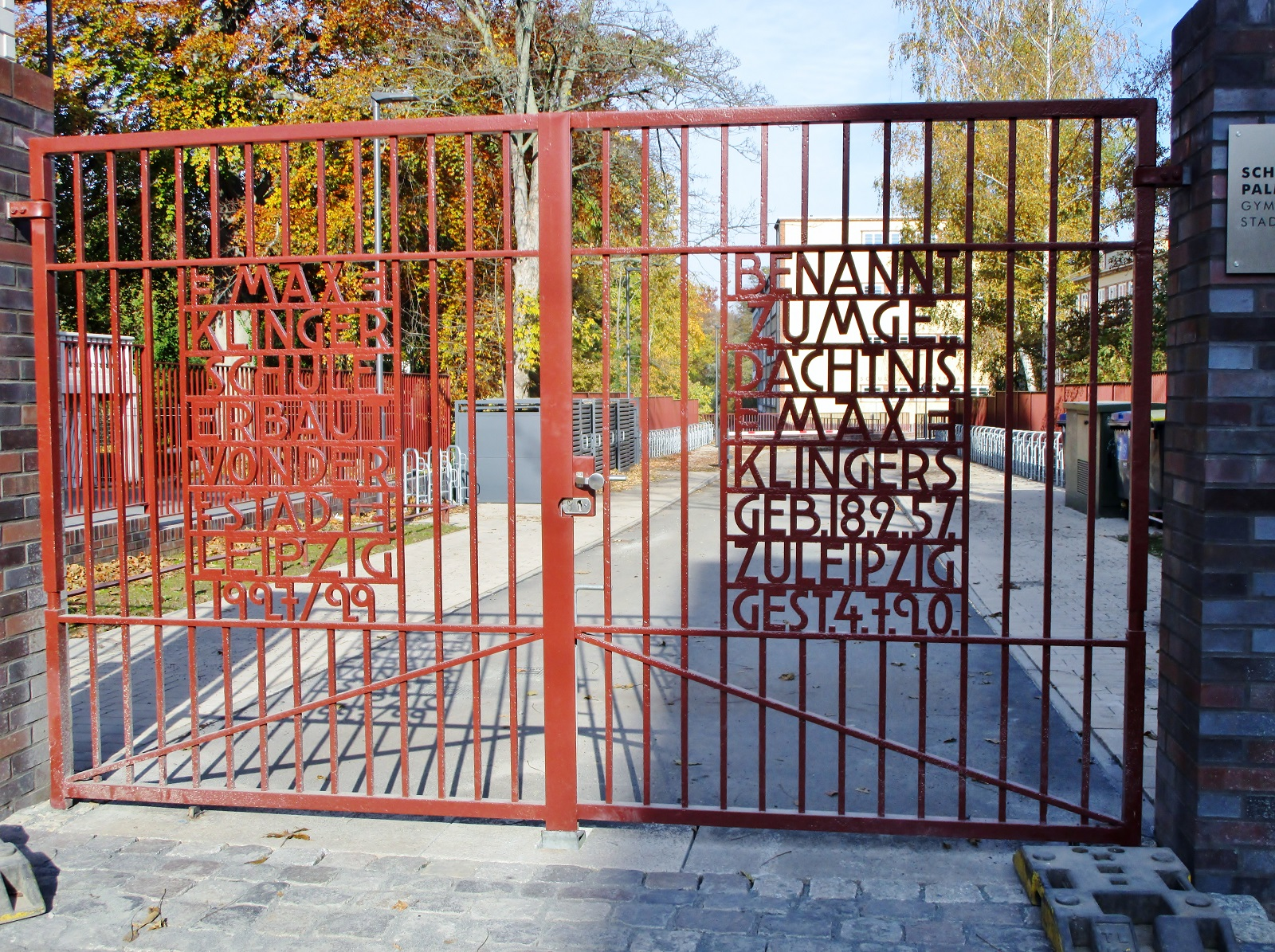
Toranlage zum ehemaligen Gelände der Max-Klinger-Schule in der Leipziger Karl-Heine-Straße 22b (2021)

## Ehrungen
In Leipzig wurden eine Straße (Klingerweg), ein Park (Klingerhain), eine Brücke (Klingerbrücke) sowie seit 1927 ein Gymnasium (Max-Klinger-Schule) nach ihm benannt. In Kleinjena bei Naumburg trägt eine Grundschule seinen Namen.
Einen großen Teil seiner Werke bewahrt das Museum der bildenden Künste in Leipzig. Der Unternehmer Siegfried Unterberger aus Brixen sammelt Werke von Klinger und engagierte sich für die Rettung der Klinger-Villa im Leipziger Stadtteil Plagwitz, die auch von dem Verein Klinger Forum genutzt wird.
Der Leipziger Bildhauer Carl Seffner (1861–1932) gestaltete in seinem Bronzerelief Adam und Eva (um 1910) am Leipziger Künstlerhaus den Adam mit Klingers Gesichtszügen.
Der Asteroid (22369) Klinger wurde nach ihm benannt.

## Werke (Auswahl)

### Denkmäler
- Herme für das Ernst-Abbe-Denkmal in Jena, errichtet 1908–1911
- Denkmal für Johannes Brahms, sollte ursprünglich in Wien aufgestellt werden,[7] seit 1909 in der Laeiszhalle Hamburg
- Gedenkplatte für Wilhelm Kieser, ein Porträtrelief von 1911 im Geschwister-Scholl-Gymnasium in Sondershausen
- Sockel des Richard-Wagner-Denkmals in Leipzig, entworfen 1911

### Plastiken und Skulpturen
- Satyr und Kröte (Leipzig, Museum der bildenden Künste, Inv. Nr. 217), um 1882–1883, Bronze, 30 cm
- Die neue Salome (Dresden, Albertinum, Skulpturensammlung, Inv. Nr. ZV1269), 1887/1888, Gips
- Kassandra (Leipzig, Museum der bildenden Künste, Inv. Nr. 26), 1886–1896, Marmor, 93,5 cm
- Badende, die sich im Wasser spiegelt (Leipzig, Museum der bildenden Künste, Inv. Nr. 27), 1896–1897, Marmor, 152 cm
  - im Oktober 2010 kamen in Königstein am Taunus drei Reduktionen der Figur in Bronze zur Versteigerung, Höhe jeweils 25, 40 und 100 cm
- Athlet (Leipzig, Museum der bildenden Künste, Inv. Nr. 29), 1898–1899, Bronze, 69 cm
- Frauenkopf (Leipzig, Museum der bildenden Künste, Inv. Nr. 213), um 1899, Bronze, 26 cm
- Elsa Asenijeff (München, Neue Pinakothek, Inv. Nr. B 739), um 1900, Marmor, 92 × 47 × 36 cm
- Die Kauernde (Wien, Österreichische Galerie, Inv. Nr. 8079), 1900–1901, Marmor, 80 cm
- Beethoven (Leipzig, Museum der bildenden Künste), 1902, Marmor
- Kniendes Mädchen mit Blumenkorb (Leipzig, Museum der bildenden Künste, Inv. Nr. 142a), 1905, Silberguß, 106 cm

### Porträtbüsten
- Büste Wilhelm Wundt (Dresden, Albertinum), Bronzekopie der Büste in Mannheim
- Büste Franz Liszt (Leipzig, Gewandhaus), Marmor
- Leipzig, Museum der bildenden Künste
  - Büste Friedrich Nietzsche (Inv. Nr. 155), um 1903, Bronze, 53 cm
  - Büste Richard Wagner (Inv. Nr. 142), um 1905, Bronze, 46 cm
  - Büste Georg Brandes (Inv. Nr. 259), 1905, Marmor, 81 cm
  - Büste Wilhelm Wundt (Inv. Nr. 30), 1908, Bronzekopie, 65,5 cm
  - Bildnis Richard Strauss (Inv. Nr. 215), 1917, Bronze, 75 cm
  - Büste Karl Lamprecht
  - Büste Fritz Steinbach (Inv. Nr. 137)
- Büste Richard Wagner (Köln, Wallraf-Richartz-Museum)
- Büste Wilhelm Wundt (Mannheim), Marmor
- Büste Friedrich Nietzsche (Weimar, Nietzsche-Archiv), Marmor
- Büste Friedrich Nietzsche 1904, Ottawa, National Gallery of Canada, Bronzekopie mit schwarzer Patina

### Gemälde und Wandmalereien
- Spaziergänger (Der Überfall) (Berlin, Alte Nationalgalerie, Ident. Nr. A II 818), 1878, Öl auf Holz, 37 × 86 cm
- Eine Gesandtschaft (Leipzig, Museum der bildenden Künste, Inv. Nr. 1297), 1882, Öl auf Holz, 37 × 63 cm
- 5 Türflügelpaare vom Vestibül der ehemaligen Villa Albers in Berlin-Steglitz (Leipzig, Museum der bildenden Künste, Inv. Nr. 1352), 1883–1884, Öl auf Holz
- Urteil des Paris (Wien, Kunsthistorisches Museum), 1885–1887, Öl auf Leinwand, 320 × 720 cm
- Bildnis der Mutter (Leipzig, Museum der bildenden Künste, Inv. Nr. 1292), 1880–1890, Öl auf Leinwand, 102 × 66 cm
- Blick von Klingers römischem Atelier auf Santa Maria Maggiore (Leipzig, Museum der bildenden Künste, Inv. Nr. 2160), 1889, Öl auf Holz, 46 × 36,2 cm
- Die Kreuzigung Christi (Leipzig, Museum der bildenden Künste, Inv. Nr. 1117), 1888–1891, Öl auf Leinwand, 251 × 465 cm
- Die blaue Stunde (Leipzig, Museum der bildenden Künste, Inv. Nr. 833), 1890, ÖL auf Leinwand, 191,5 × 176 cm
- Haus überm Steinbruch (Leipzig, Museum der bildenden Künste, Inv. Nr. 2168), um 1895, Öl auf Papier auf Pappe, 26,8 × 35,2 cm
- Christus im Olymp (Leipzig, Museum der bildenden Künste), 1889–1897, Öl auf Leinwand, 362 × 722 cm, Flügel je 362 × 86 cm
- Bildnis Elsa Asenijeff im Abendkleid (Leipzig, Museum der bildenden Künste, Inv. Nr. 1280), um 1903–1904, Öl auf Leinwand, 198,5 × 108,7 cm
- Arbeit = Wohlstand = Schönheit (Wandbild im Neuen Rathaus in Chemnitz, Stadtverordnetensaal, Stirnseite), 1911 vom Textilunternehmer Herrmann Vogel in Auftrag gegeben, 1918 fertiggestellt, 13,50 × 3,75 m
- Landschaft an der Unstrut (Altenburg, Lindenau-Museum), 1912, Öl auf Leinwand, 192 × 126 cm

## Galerie

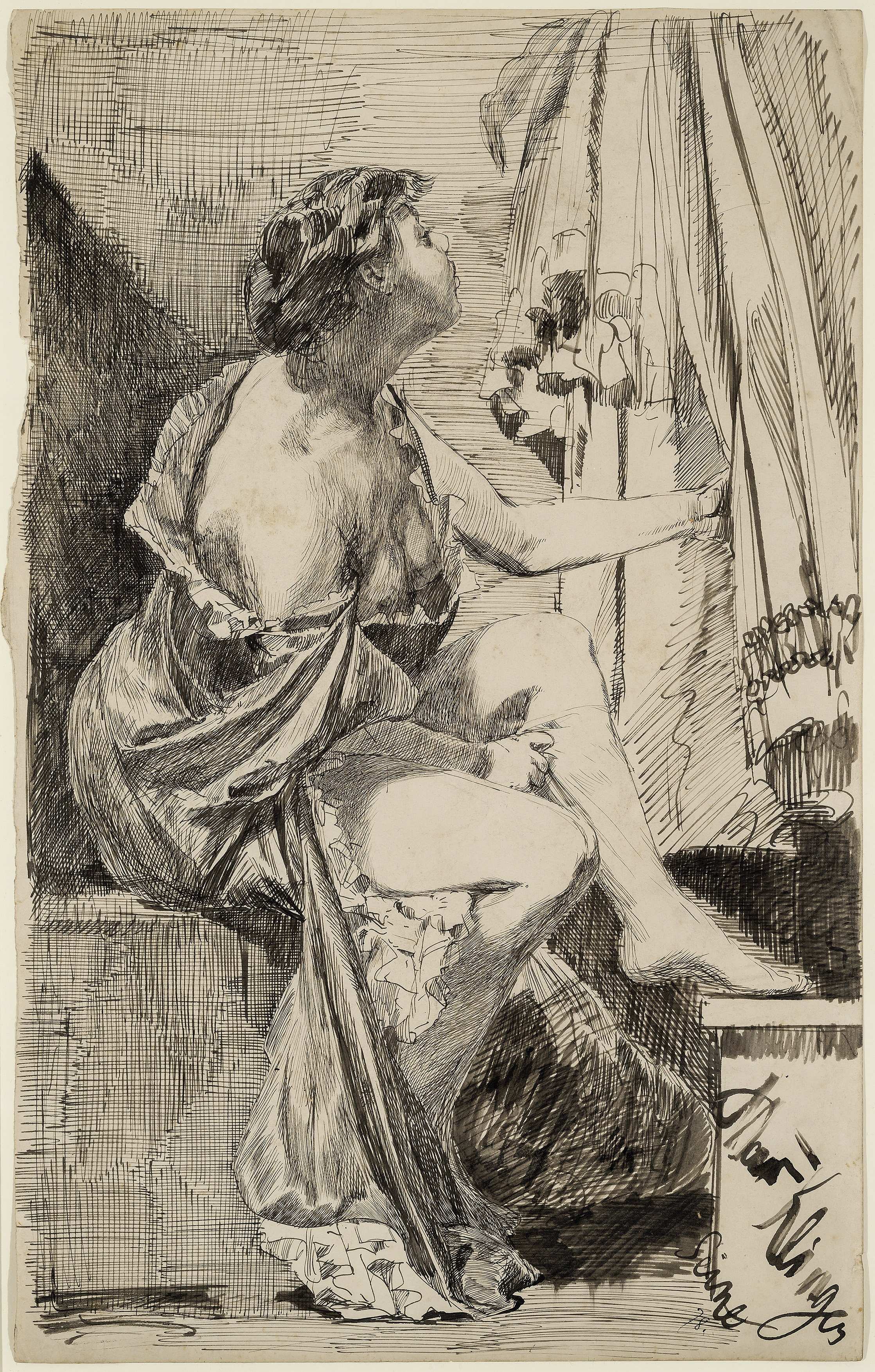
Frau im Boudoir, Zeichnung, 1878
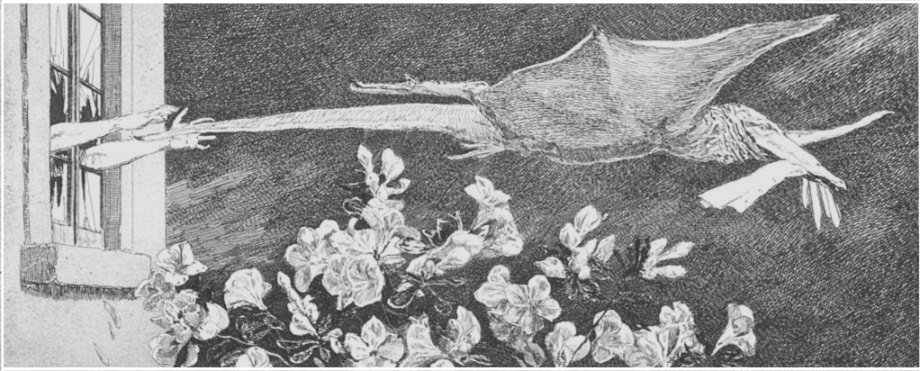
Entführung aus der Serie „Ein Handschuh“, 1881
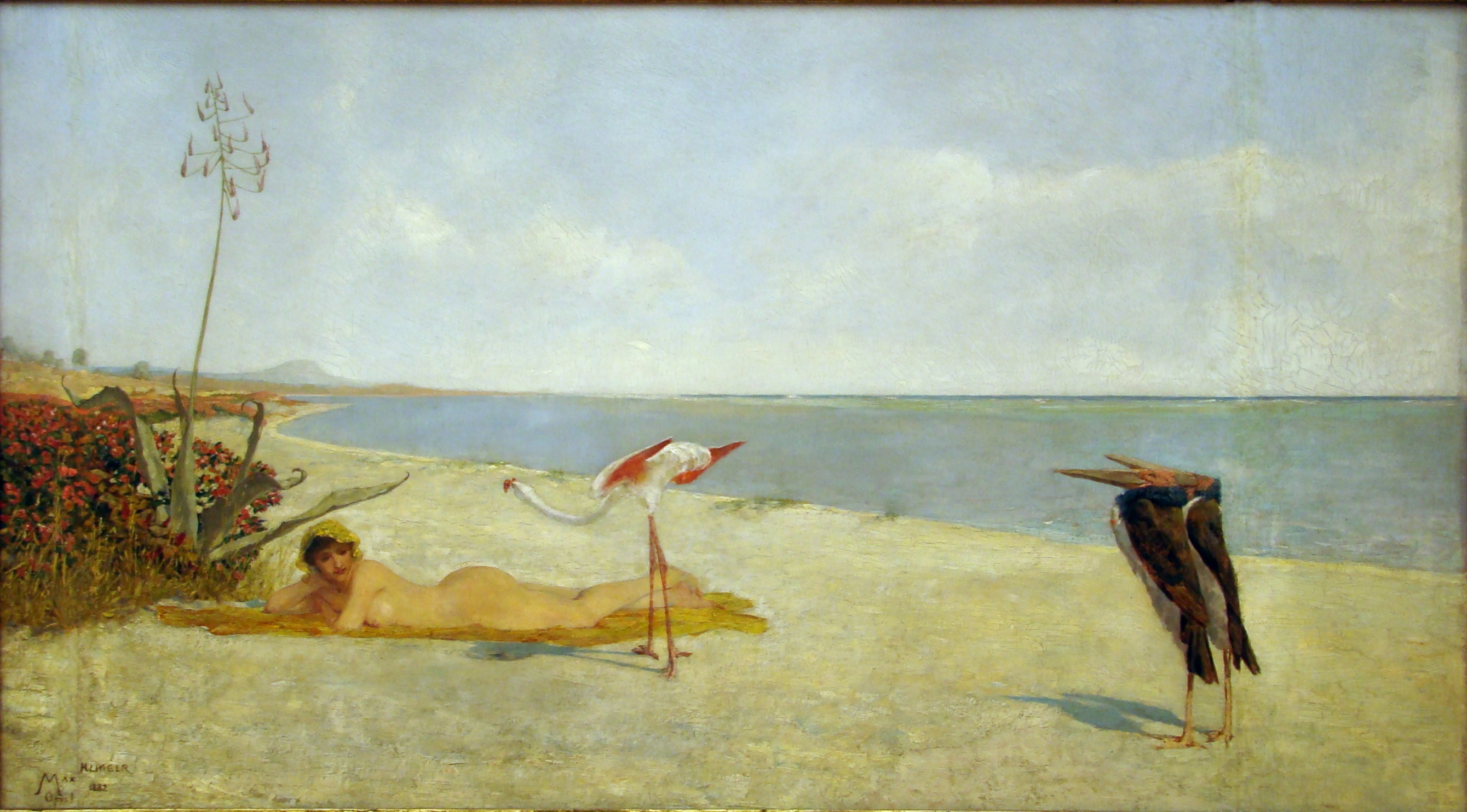
Eine Gesandtschaft, 1882
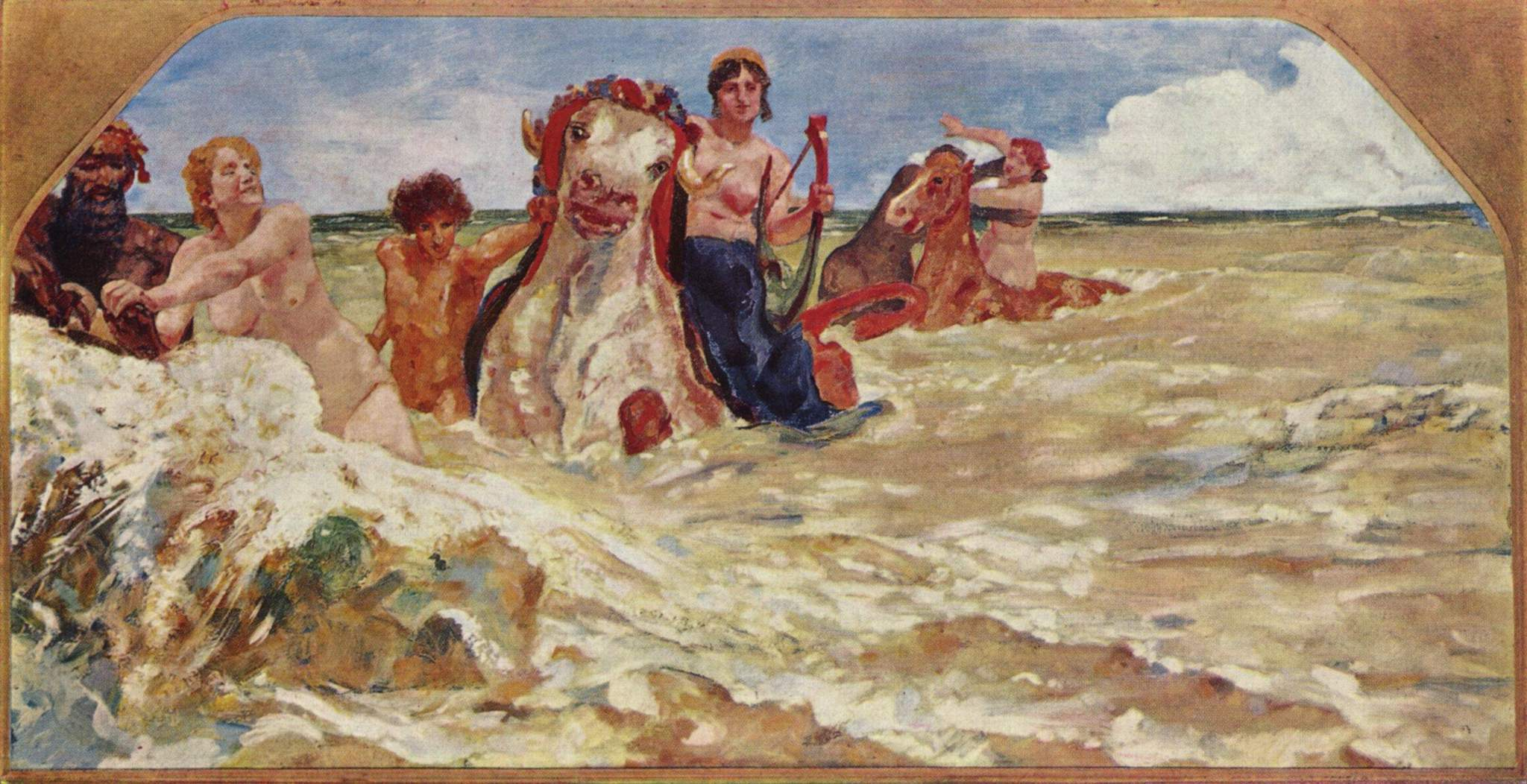
Meeresgötter in der Brandung, Wandbild der Villa Albers, 1884–1885
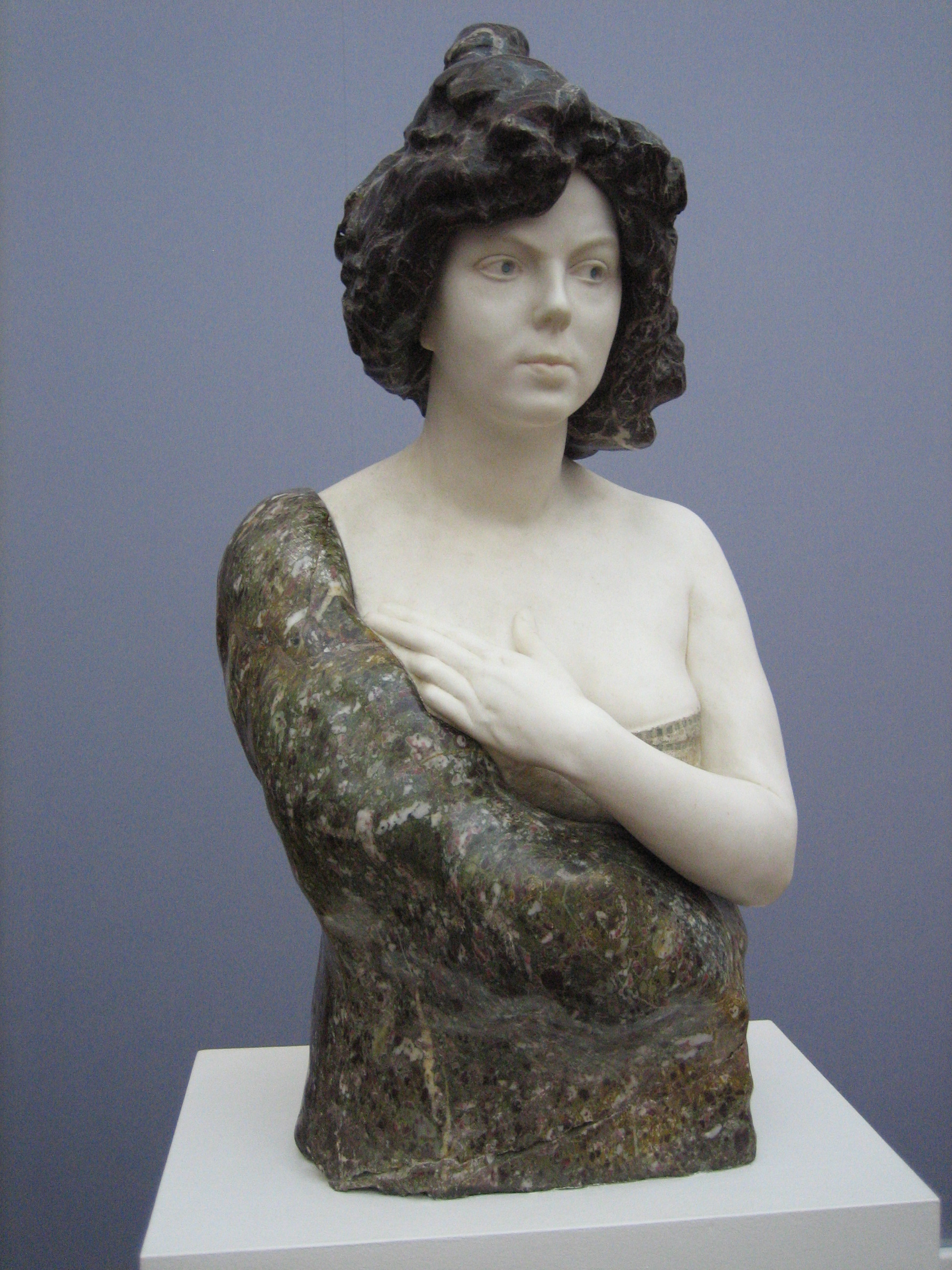
Elsa Asenijeff, um 1900
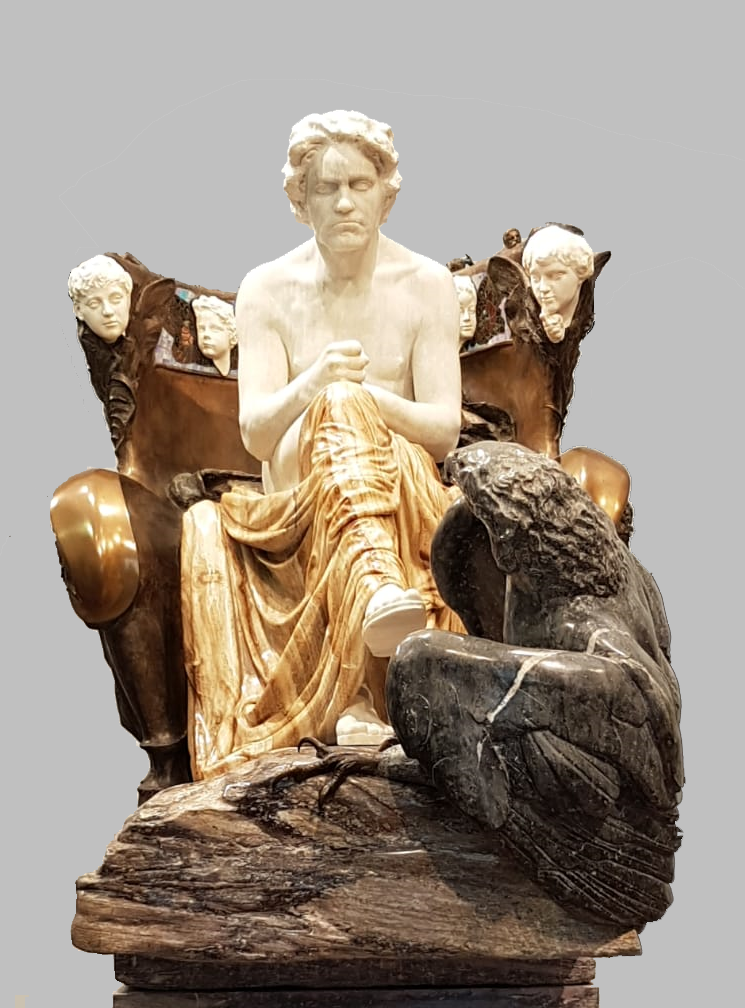
Beethoven, 1902
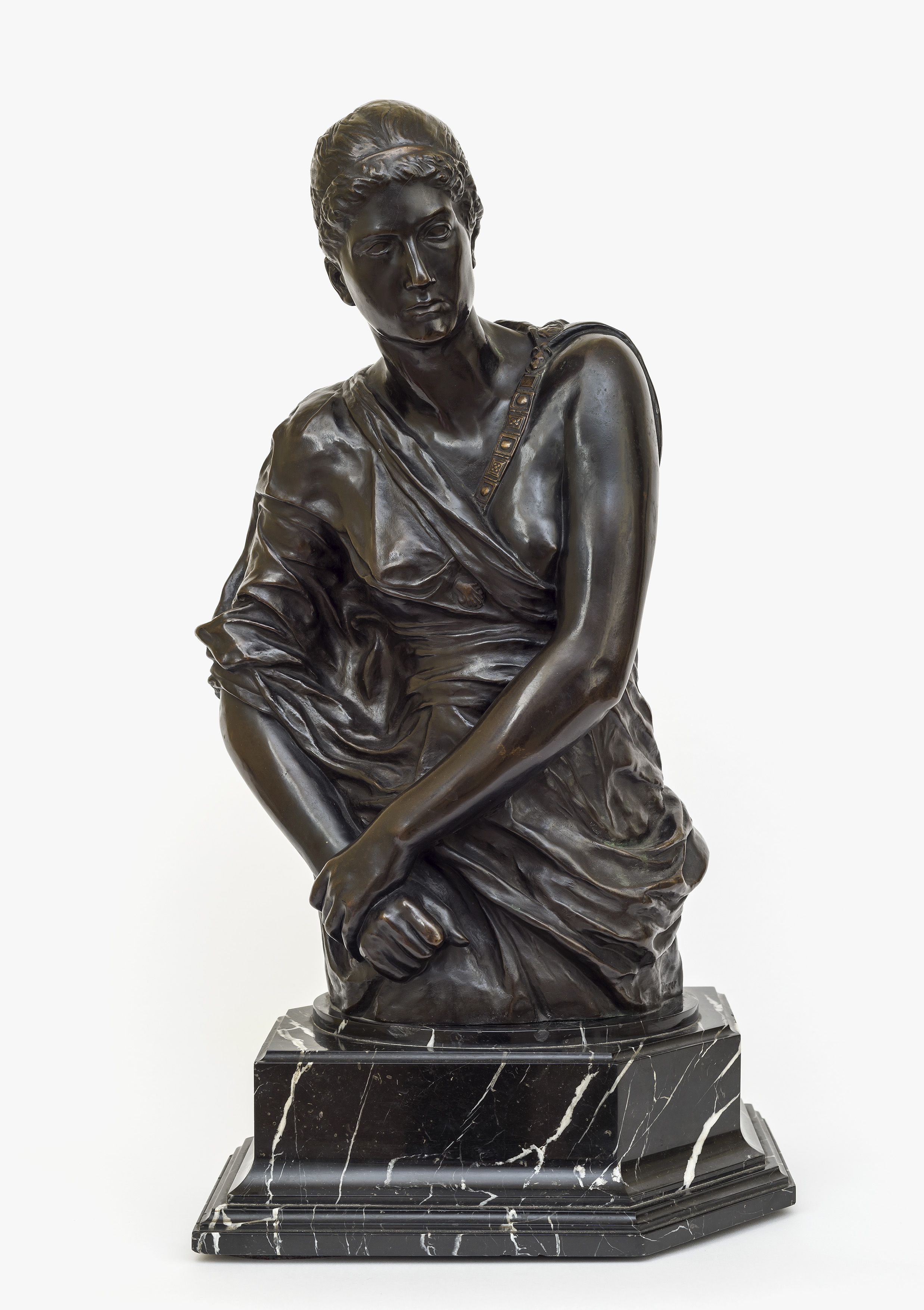
Kassandra, 1903
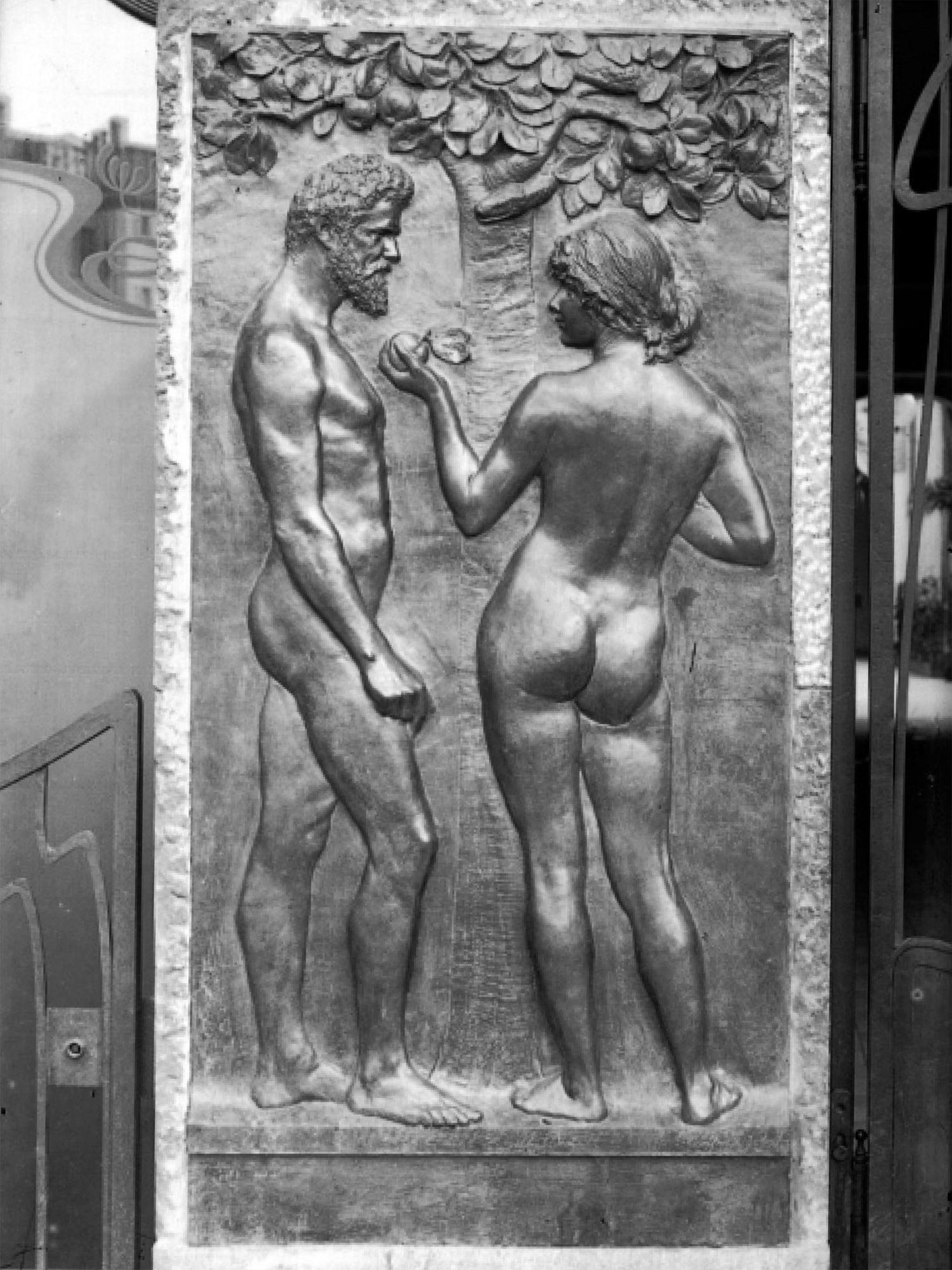
Klinger als Adam in Adam und Eva von Carl Seffner (um 1910)
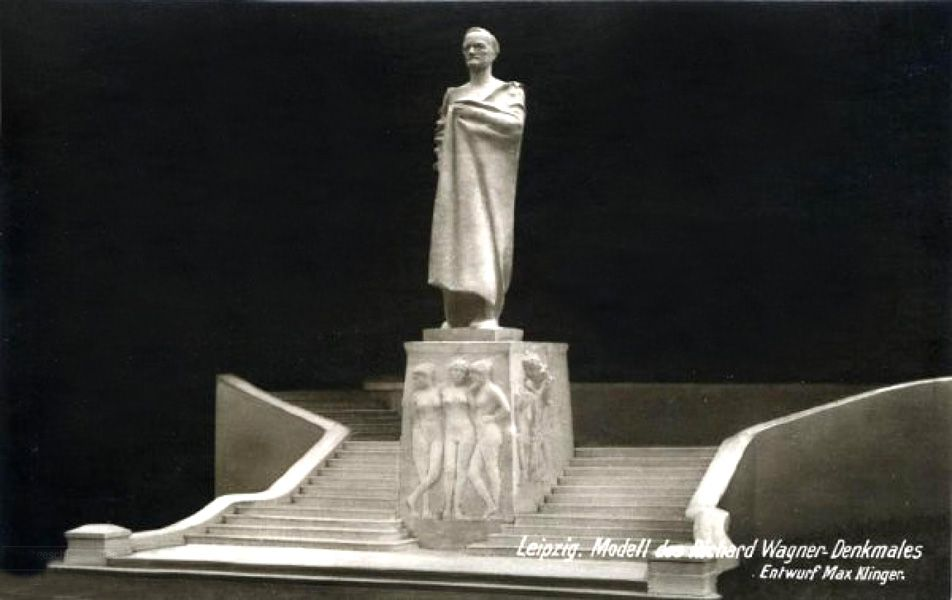
Modell des Leipziger Richard-Wagner-Denkmals, Postkarte um 1913
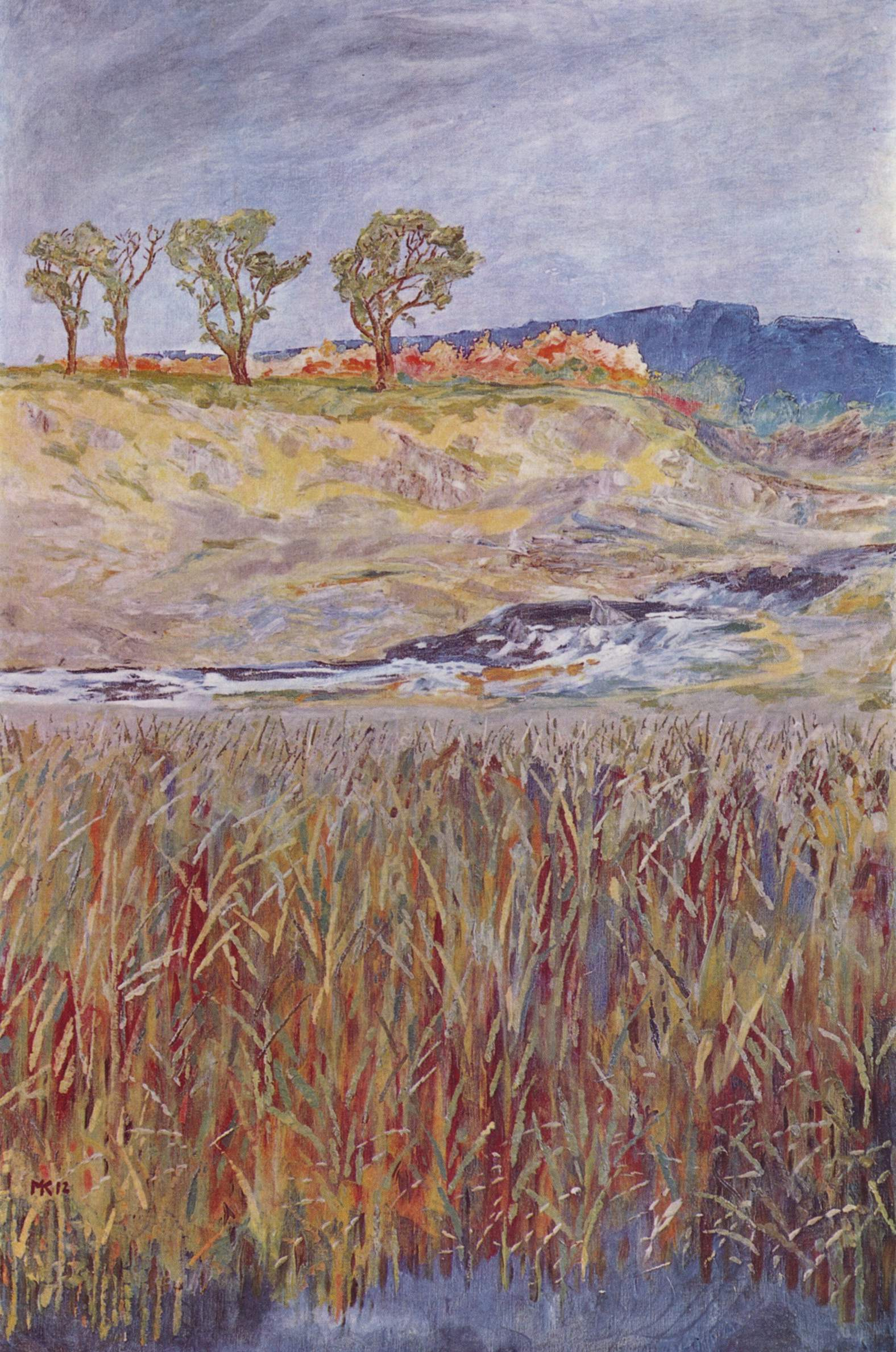
Landschaft an der Unstrut, 1912

## Ausstellungen
- 10. März bis 29. April 1956, Berlin, Deutsche Akademie der Künste [Ost]: „Der graphische Zyklus – Von Max Klinger bis zur Gegenwart“
- 8. Oktober 1966 bis 19. November 1966, Kunsthalle Darmstadt: „Max Klinger – Bernhard Schlotter, Radierungen“
- 4. Juli 1970 bis 20. September 1970, Museum der bildenden Künste Leipzig: „Max Klinger 1857–1920, Ausstellung zum 50. Todestag“
- 20. September 1970 bis 25. Oktober 1970, Bremen, Kunsthalle: „Max Klinger zum 50. Todestag – Das druckgraphische Werk aus dem Besitz der Kunsthalle Bremen“
- 10. Oktober 1976 bis 11. November 1976, Bielefeld, Kunsthalle: „Max Klinger“
- 28. November 1979 bis 17. Februar 1980, München, Museum Villa Stuck: „Max Klinger – Die graphischen Zyklen“
- 3. Dezember 1981 bis 31. Januar 1982, Künstlerhaus Wien: „Max Klinger – Malerei, Graphik, Plastik“
- 26. Februar 1981 bis 12. April 1981, Melbourne, National Gallery of Victoria: „Love, Death and the Beyond“
- 18. September 1983 bis 26. Oktober 1983, Kiel, Kunsthalle der Christian-Albrechts-Universität: „Brahms-Phantasien“
- 4. August 1984 bis 4. November 1984, Roemer- und Pelizaeus-Museum Hildesheim: „Max Klinger. Wege zum Gesamtkunstwerk.“
- 12. Februar 1992 bis 7. Juni 1992, Frankfurt am Main, Städtische Galerie im Städelschen Kunstinstitut: „Max Klinger 1857–1920“
- 13. Februar 1992 bis 8. Juni 1992, Frankfurt am Main, Städtische Galerie im Städelschen Kunstinstitut: „Ein Handschuh – Traum und künstlerische Wirklichkeit“
- 26. Juni 1992 bis 16. August 1992, Hamburger Kunsthalle: „Ein Handschuh – Traum und künstlerische Wirklichkeit“ (Übernahme der Ausstellung aus Frankfurt am Main)
- 3. Mai 1995 bis 23. Juli 1995, Leipzig, Museum der bildenden Künste: „Ausstellung zum 75. Todestag von Max Klinger“
- 17. März 1966 bis 16. Juni 1996, Ferrara, Palazzo dei Diamanti: „Max Klinger“
- 24. Oktober 1996 bis 12. Januar 1997, München, Villa Stuck: „Max Klinger – Zeichnungen, Zustandsdrucke, Zyklen“
- 15. Januar 1999 bis 21. März 1999, Paderborn, Städtische Galerie in der Reithalle Schloss Neuhaus: „Max Klinger – Spiel mir das Lied vom Tod – Die graphischen Zyklen aus der Sammlung des Stadtmuseums Oldenburg“
- 18. Oktober 2002 bis 16. November 2002, Bozen, Goethe-Galerie: „Max Klinger – Opere dalla collezione Siegfried Unterberger“
- 3. Juli 2004 bis 22. August 2004, Anhaltische Gemäldegalerie Dessau: „Max Klinger – Liebe, Tod und Teufel – Die graphischen Zyklen aus der Sammlung des Stadtmuseums Oldenburg, der Akademie für Grafik und Buchkunst Leipzig und der Anhaltischen Gemäldegalerie Dessau“
- 5. März 2006 bis 7. Mai 2006, Clemens Sels Museum Neuss: „Max Klinger (1857–1920). Die graphischen Zyklen“
- 27. Januar bis 9. April 2007, Karlsruhe, Staatliche Kunsthalle Karlsruhe: „Max Klinger – Die druckgraphischen Folgen“
- 11. März bis 24. Juni 2007, Leipzig, Museum der bildenden Künste: „Eine Liebe – Max Klinger und die Folgen.“ Es wurden knapp 300 Werke (Gemälde, Graphiken, Zeichnungen und Skulpturen) von etwa 40 Künstlern präsentiert. Wurde am 12. Oktober 2007 von Hamburger Kunsthalle übernommen.
- 18. März bis 20. Mai 2007, Kunstsammlungen Chemnitz: „Max Klinger in Chemnitz.“ Es wurden 163 Exponate, darunter 3 große Kartons (3,90 × 1,60 m) von Entwürfen zum Wandbild, 28 farb. Studienzeichnungen und Skizzenbücher sowie Grafiken, Gemälde und Plastiken von Max Klinker aus dem Bestand der Chemnitzer Kunstsammlungen gezeigt.
- 17. Mai bis 16. September 2007, Kunstsammlungen Zwickau: „Max Klinger (1857–1920) – Graphische Zyklen.“
- 10. Juni bis 2. September 2007, Berlin, Georg Kolbe Museum: „Max Klinger. Auf der Suche nach dem neuen Menschen.“
- 9. November 2007 bis 20. Januar 2008, Käthe Kollwitz Museum Köln: „Max Klinger – ‚Alle Register des Lebens‘. Graphische Zyklen und Zeichnungen“
- 12. September 2007 bis 20. Januar 2008, Hamburger Kunsthalle: „Eine Liebe. Max Klinger und die Folgen.“
- 1. Dezember 2007 bis 2. März 2008, Neu-Ulm, Edwin Scharff Museum: „Max Klinger – Auf der Suche nach dem neuen Menschen.“
- 12. September bis 19. Dezember 2010, Apolda, Kunsthaus Avantgarde: „Max Klinger – Von der herben Zartheit schöner Formen.“
- 21. Januar bis 1. Mai 2011, Duisburg, Lehmbruck-Museum: „Max Klinger – Von der herben Zartheit schöner Formen.“
- 4. September bis 10. Dezember 2011, Leipzig, Klinger-Villa: „Max Klinger – … und ewig lockt das Weib. Werke aus der Sammlung Siegfried Unterberger und dem Museum der bildenden Künste Leipzig.“
- 8. September 2012 bis 6. Januar 2013, Düsseldorf, Museum Kunstpalast: „Max Klinger – Das rätselhafte Weib“[8]
- 5. Juli 2015 bis 4. Oktober 2015, Stendal, Winckelmann-Museum: „Max Klinger – Meistergraphik und Zeichnungen vom Jugendstil zum Surrealismus“ (Ausstellungskatalog Verlag Franz Philipp Rutzen)
- 1. Juni bis 15. Juni 2018, Jena, Friedrich-Schiller-Universität: „Max Klinger: Brahms-Phantasie Rad.-Opus XII“[9]
- 1. Februar bis 26. April 2020, Waiblingen, Galerie Stihl Waiblingen: „Liebe, Traum und Tod. Max Klingers druckgrafische Folgen“[10]
- 6. Februar bis 18. August 2020, Museum der bildenden Künste Leipzig: „Max Klinger“,[11] 16. Oktober 2020 bis 31. Januar 2021, Bundeskunsthalle Bonn
- 13. Februar bis 10. Mai 2020, Staatliche Graphische Sammlung München: „Max Klinger. Zelt und andere Zyklen“
- 15. Oktober 2021 bis 22. Januar 2022, Leipzig, Kunstsammlung der Universität Leipzig: „Max Klinger und die Universität Leipzig – Das verlorene Aulawandbild im Kontext, Gemälde Die Blüte Griechenlands“

## Nachlass
Der schriftliche Nachlass liegt als Geschenk der Enkelin seit 1984 im Archiv für Bildende Kunst im Germanischen Nationalmuseum in Nürnberg.